# ヨハンナ・ハーグン
ヨハンナ・ハーグン（ Johanna Hagn 1973年1月27日-) は、ドイツのヴォルフラーツハウゼン出身の柔道選手。現役時代は72kg超級の選手。身長168cm。

## 人物
1993年の世界選手権決勝では阿武教子のペースで試合が進んでいたものの、ラスト10秒で効果を取り逆転で優勝を果たした。1995年の世界選手権ではメダルが取れなかったものの、翌年の1996年アトランタオリンピックでは前年の世界チャンピオンであるオランダのアンヘリク・セリーゼを破るなどして3位に入った。

## 主な戦績
(階級表記のない大会は全て72kg超級での成績)
- 1991年 - ヨーロッパジュニア　2位
- 1992年 - ハンガリー国際　優勝
- 1993年 - 世界選手権　優勝
- 1994年 - フランス国際　2位
- 1995年 - ミリタリーワールドゲームズ　無差別　3位
- 1996年 - ロシア国際　3位
- 1996年 - フランス国際　優勝
- 1996年 - ヨーロッパ選手権　2位
- 1996年 - アトランタオリンピック　3位
- 1996年 - 福岡国際　3位
- 1997年 - チェコ国際　優勝
- 1997年 - ヨーロッパ選手権　優勝
- 2000年 - ロシア国際　78kg超級　優勝
- 2000年 - ドイツ国際　78kg超級　2位
- 2000年 - ヨーロッパ選手権　78kg超級　3位